# Gilberto Díaz Peralta
Gilberto Lorenzo Díaz Peralta (Arequipa, 12 de agosto de 1953) es un político peruano. Fue congresista de la república por Arequipa en el periodo 2001-2006.

## Biografía
Nació en la ciudad de Arequipa, el 12 de agosto de 1953.
Realizó sus estudios primarios y secundarios en su tierra natal. Estudió la carrera de Ingeniería Electrónica en la Universidad Ricardo Palma donde no llegó a concluirlos y luego, en 2002, estudió el curso de Defensa Nacional en la Universidad de Defensa Nacional ubicada en la ciudad de Washington D. C. en los Estados Unidos.
Laboró como promotor en un instituto educativo en Sachaca.

## Carrera política
Fue miembro del partido político Perú Posible liderado por el expresidente Alejandro Toledo y dentro del partido se desempeñó como secretario general desde el 2007 hasta el 2009.

### Congresista de la República
Se inició en carrera política como candidato al Congreso de la República en representación de su natal tierra por Perú Posible en las elecciones parlamentarias del año 2001 donde luego resultó elegido con 35,054 votos para el periodo 2001-2006.
En el legislativo ejerció como secretario de la Comisión de Integración y Relaciones Interparlamentarias, vicepresidente de la Comisión de Defensa y luego ejerciendo como presidente de dicha comisión. En 2005, participó como candidato a la segunda vicepresidencia de la Mesa Directiva en la lista presidida por Marcial Ayaipoma quien luego sería elegido como presidente del Congreso de la República y Díaz como segundo vicepresidente.
Culminando su gestión, intentó ser reelegido en las elecciones parlamentarias del 2006 donde no obtuvo éxito y de igual manera en las elecciones del 2011 donde tampoco tuvo éxito.
En 2013, renunció a Perú Posible por cuestionamientos con la conducción del partido político y comenzó a ser un fuerte crítico de su exlíder Alejandro Toledo.
Intentó ser alcalde del distrito de Sachaca en las elecciones municipales del 2018 por el partido Restauración Nacional, sin embargo, no resultó elegido tras el triunfo de Emilio Díaz Pinto.
En 2017, se afilió a Solidaridad Nacional y luego para las elecciones generales del 2021 se presentó como candidato al Parlamento Andino por Renovación Popular de Rafael López Aliaga donde solo logró ser elegido como segundo suplente de Gustavo Pacheco.

## Controversias
Gilberto Díaz fue cuestionado por haber promovido una ley que benefició a la empresa brasileña Odebrecht cuando era parlamentario en el gobierno de Alejandro Toledo y aunque siempre ha negado las acusaciones, hay documentos que afirman que fue promotor de dicho proyecto de ley que permitió que la constructora brasileña obtuviera millonarios contratos de la Carretera Interoceánica Sur y Olmos.